# Nangal Chaudhry
Nangal Chaudhry  è una suddivisione dell'India, classificata come census town, di 7.368 abitanti, situata nel distretto di Mahendragarh, nello stato federato dell'Haryana. In base al numero di abitanti la città rientra nella classe V (da 5.000 a 9.999 persone).

## Società

### Evoluzione demografica
Al censimento del 2001 la popolazione di Nangal Chaudhry assommava a 7.368 persone, delle quali 3.885 maschi e 3.483 femmine. I bambini di età inferiore o uguale ai sei anni assommavano a 973, dei quali 557 maschi e 416 femmine. Infine, coloro che erano in grado di saper almeno leggere e scrivere erano 4.287, dei quali 2.602 maschi e 1.685 femmine.